# Ночера-Инферьоре
Ноче́ра-Инфериоре (итал. Nocera Inferiore, неап. Nucera Nferiore, лат. Nuceria) — «Нижняя Ночера», город в Италии, в регионе Кампания, в провинции Салерно.
Население составляет 46 095 человек (на 2007 г.), плотность населения — 2216,79 чел./км². Занимает площадь 20,78 км². Почтовый индекс — 84014. Телефонный код — 081.
Покровителем коммуны почитается святой Приск Ночерский. Праздник ежегодно отмечается 9 мая.

## Демография
Динамика населения:

## Администрация коммуны
- Официальный сайт: http://www.comune.nocera-inferiore.sa.it Архивная копия от 4 ноября 2021 на Wayback Machine